# Harold Devine
Harold George Devine, detto Harry (New Haven, 18 maggio 1909 – Oxford, 29 aprile 1998), è stato un pugile statunitense.

## Palmarès

### Olimpiadi
- Bronzo a Amsterdam 1928 nei pesi piuma.